# Lijst van aardbevingen in 2005

## Overzicht

### Februari
- 4 - Aardbeving bij Mindanao, Filipijnen van 7,1
- 22 - Aardbeving in Iran van 6,4

### Maart
- 2 - Aardbeving in de Bandazee van 7,0
- 28 - Aardbeving bij Sumatra van 8,6 waarbij 1303 doden vielen

### Juni
- 13 - Aardbeving in Chili van 7,9
- 15 - Aardbeving in Californië van 7,0

### Juli
- 24 - Aardbeving bij de Nicobaren van 7,2

### Augustus
- 16 - Aardbeving bij Honshu, Japan van 7,2

### September
- 9 - Aardbeving in Papoea-Nieuw-Guinea van 7,6
- 26 - Aardbeving in Peru van 7,5

### Oktober
- 8 - Aardbeving in Kasjmir van 7,6

### November
- 14 - Aardbeving bij Honshu, Japan van 7,0
- 17 - Aardbeving in Chili van 7,3

1950 ·
1951 ·
1952 ·
1953 ·
1954 ·
1955 ·
1956 ·
1957 ·
1958 ·
1959 ·
1960 ·
1961 ·
1962 ·
1963 ·
1964 ·
1965 ·
1966 ·
1967 ·
1968 ·
1969 ·
1970 ·
1971 ·
1972 ·
1973 ·
1974 ·
1975 ·
1976 ·
1977 ·
1978 ·
1979 ·
1980 ·
1981 ·
1982 ·
1983 ·
1984 ·
1985 ·
1986 ·
1987 ·
1988 ·
1989 ·
1990 ·
1991 ·
1992 ·
1993 ·
1994 ·
1995 ·
1996 ·
1997 ·
1998 ·
1999 ·
2000 ·
2001 ·
2002 ·
2003 ·
2004 ·
2005 ·
2006 ·
2007 ·
2008 ·
2009 ·
2010 ·
2011 ·
2012 ·
2013